# Monte Aquila (Gran Sasso)
Il Monte Aquila è una cima dell'Appennino abruzzese, posta ad un'altitudine di 2 498 m s.l.m. nella dorsale centrale del massiccio del Gran Sasso d'Italia, tra i territori dell'Aquila e di Isola del Gran Sasso (TE). 

## Origini del nome
La vetta venne battezzata il 28 agosto 1926 dalla sezione aquilana del Club Alpino Italiano in omaggio della città, allora nota come Aquila degli Abruzzi:
(Club Alpino Italiano, 1926)

## Geografia
Il Monte Aquila è l'ottava vetta per altezza del massiccio del Gran Sasso d'Italia e si trova al margine nord-occidentale dell'altopiano di Campo Imperatore, a ridosso delle vette maggiori ed in particolare del Corno Grande. Sul versante occidentale si affaccia sull'omonima sella (2 335 metri s.l.m.) che separa Campo Imperatore da Campo Pericoli, mentre sul versante orientale si affaccia sul Vado di Corno che collega il bacino aquilano con la valle dell'Inferno nel bacino teramano. Sul versante sud-ovest sono inoltre presenti diverse formazioni di calanchi.

Vista della vetta dalla sella di Monte Aquila, sopra Campo Imperatore.

Per la sua posizione — peraltro equidistante dal rifugio Duca degli Abruzzi ad ovest, dal rifugio Giuseppe Garibaldi a nord e dal rifugio Nicola d'Arcangelo ad est —il monte Aquila è particolarmente frequentato dagli alpinisti, soprattutto come punto di partenza e di passaggio per le lunghe escursioni. È inoltre uno dei punti di partenza del Sentiero del Centenario che si snoda lungo l'intera cresta del massiccio, in direzione sud-est.
Dalla cima si ha un'ampia e panoramica veduta dell'intero altopiano di Campo Imperatore e delle propaggini meridionali del massiccio (a sud), della sottostante conca glaciale di Campo Pericoli e delle vette maggiori del Gran Sasso (a nord-ovest), nonché del Paretone e della Valle dell'inferno (a nord-est) con la visuale che, nelle giornate terse, può tranquillamente arrivare fino al mare Adriatico.

### Accessibilità
- da Vado di Corno in circa 1.00 ore;
- da Campo Imperatore in circa 1.40 ore;
- da Campo Pericoli in circa 2.00 ore.